# Karl-Georg Niebergall
Karl-Georg Niebergall (* 1961) ist ein deutscher Logiker und Philosoph und Professor für Logik und Sprachphilosophie an der Humboldt-Universität zu Berlin.

## Leben
Niebergall studierte ab 1982 Mathematik in Darmstadt. Im Anschluss daran studierte er Logik und Wissenschaftstheorie an der Ludwig-Maximilians-Universität München (LMU), insbesondere unter Godehard Link und Matthias Varga von Kibéd. 1995 wurde Niebergall an der LMU im Fach Philosophie promoviert. Seine Promotionsarbeit zum Thema „Zur Metamathematik nichtaxiomatisierbarer Theorien“ wurde mit dem Stegmüller-Preis der Gesellschaft für Analytische Philosophie ausgezeichnet. 1997 war Niebergall visiting scholar an der Stanford University und ab 1998 Oberassistent am Institut für Philosophie der LMU München. 2002 folgte seine Habilitation mit einer Arbeit zum Thema „Grundlagen der Mathematik. Reduzierbarkeit und Ontologie“. Seit Oktober 2008 ist Niebergall Inhaber des Lehrstuhls für Logik und Sprachphilosophie am philosophischen Institut der Humboldt-Universität zu Berlin.

## Forschung
Niebergalls Forschung beschäftigt sich vor allem mit der metamathematischen Untersuchung formaler Systeme. Dabei liegt sein Fokus insbesondere auf mereologischen Theorien und Theorien der Unendlichkeit. Niebergall setzte sich zudem kritisch mit den Arbeiten Nelson Goodmans, David Hilberts und William W. Taits auseinander.

## Auszeichnungen
- 1997: Stegmüller-Preis der Gesellschaft für Analytische Philosophie[6]